# Asalto aéreo

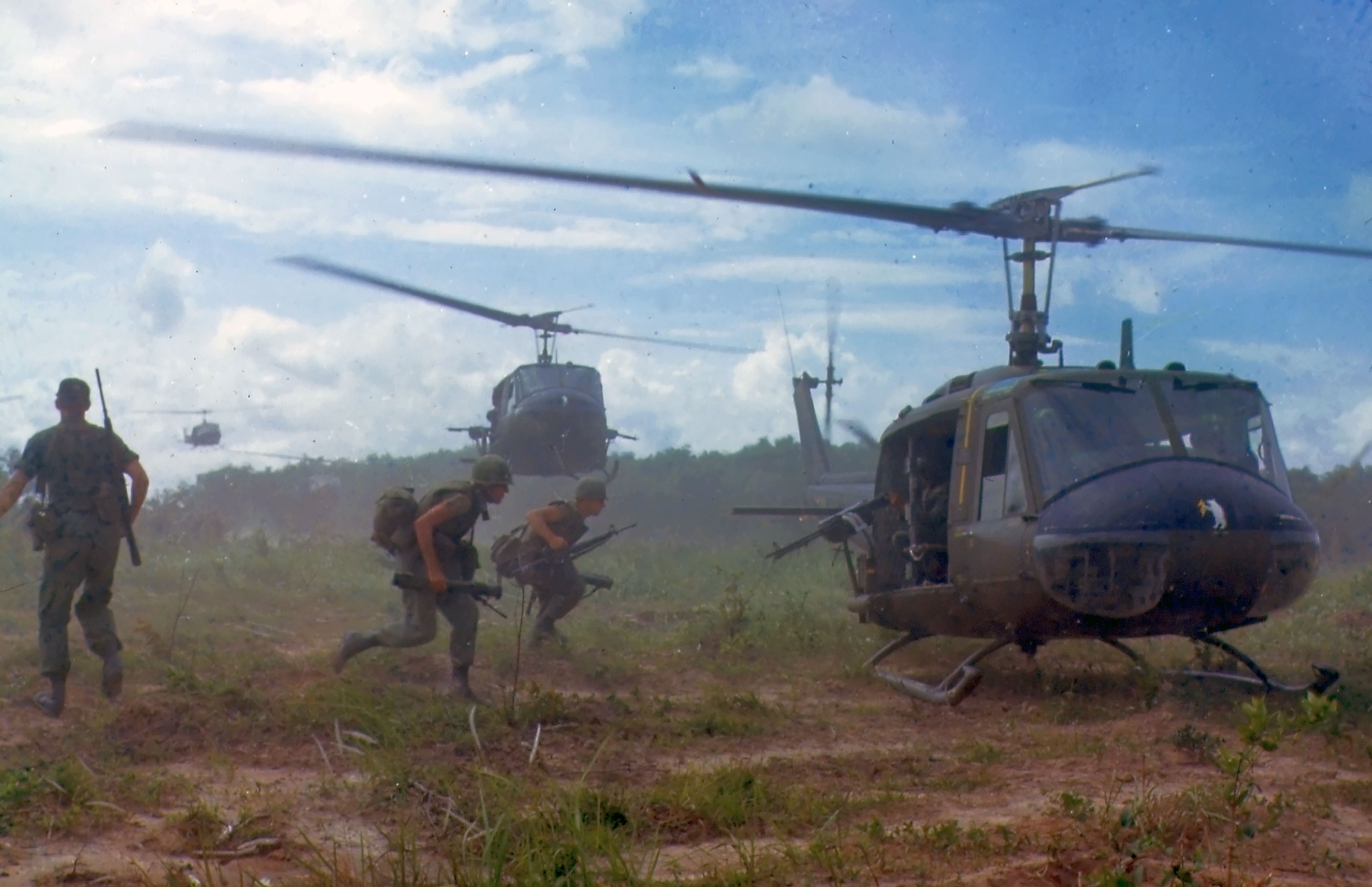
Asalto aeromóvil durante la guerra de Vietnam.

Un asalto aéreo o aeromóvil (también denominada caballería aeromóvil) es el movimiento de fuerzas armadas en helicóptero o avión para combatir y destruir fuerzas enemigas o para capturar y mantener posiciones claves. Además del entrenamiento regular de infantería, estas fuerzas son entrenadas en rápel y transporte aéreo, y su equipo es modificado a veces para permitir que se transporte mejor. Debido a las restricciones de carga de estas aeronaves, las tropas de asalto aéreo son generalmente infantería ligera.
Si las tropas son lanzadas en paracaídas, reciben el nombre de paracaidistas.

## Organización y empleo
Las unidades de asalto aéreo pueden variar en organización, pero todas incluyen a la infantería como elemento de combate primario, apoyada por el transporte en helicóptero, el apoyo aéreo cercano (CAS en inglés), la evacuación médica y el reabastecimiento. La mayoría incluye además algún tipo de artillería aeromóvil. El tamaño de las unidades varía, pero típicamente son brigadas o divisiones.
Las unidades aeromóviles están diseñadas y entrenadas para la inserción aérea (algunas veces designada como envolvimiento aéreo), el reabastecimiento por aire, y si es necesario, la extracción aérea.

## Historia

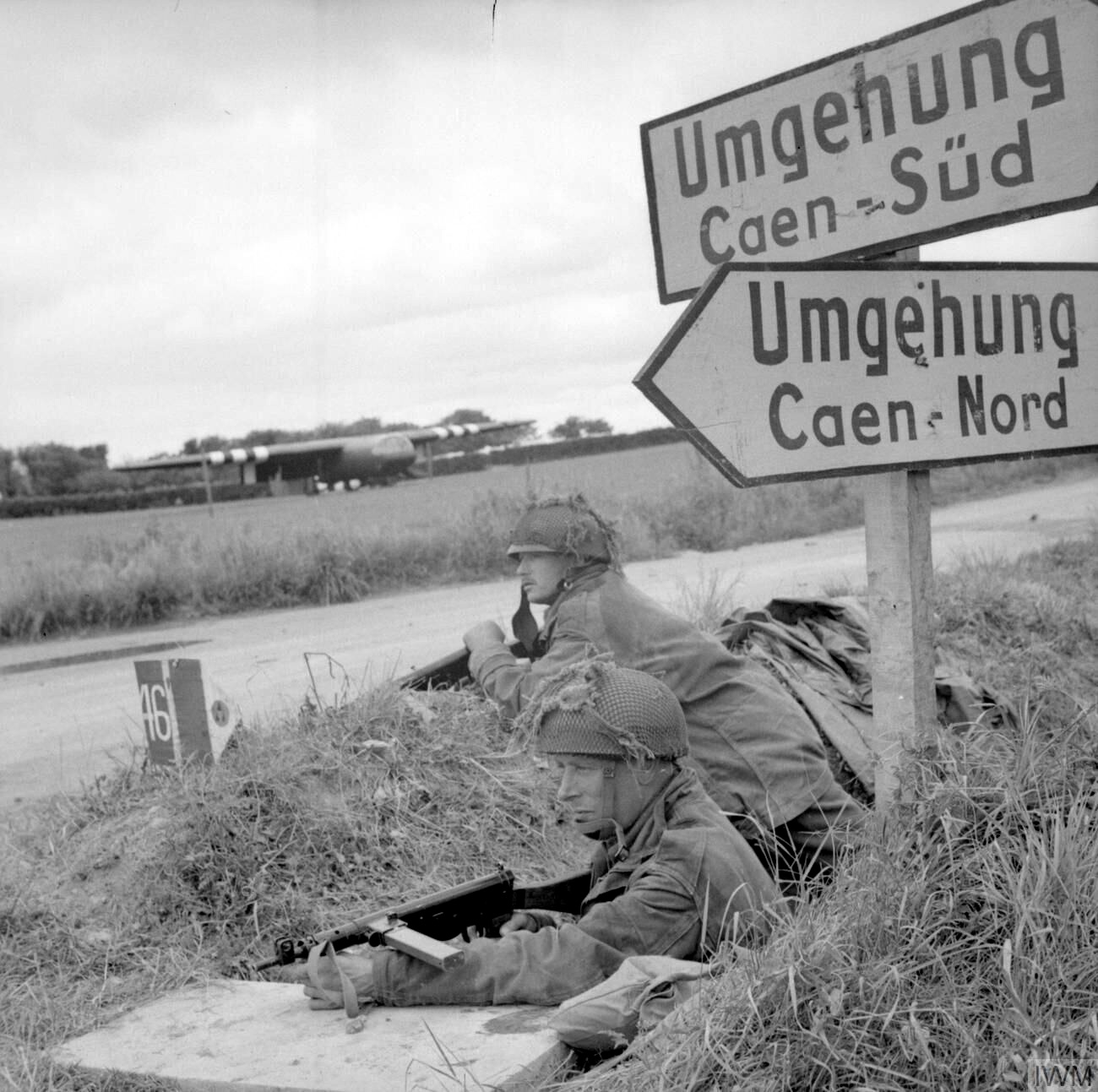
Soldados de la 6.ª División Aerotransportada británica cerca de Ranville el 7 de junio de 1944. Al fondo se puede ver un planeador Horsa.

La movilidad aérea ha sido un concepto clave desde la Segunda Guerra Mundial. Las aproximaciones iniciales a la movilidad aérea se enfocaba en unidades aerotransportadas, que consistían en paracaidistas y algunas veces en tropa transportada en planeadores.
Los paracaidistas fueron lanzados desde los cielos en Sicilia, Normandía, Holanda y Creta. Mientras tanto, los alemanes utilizaban el autogiro para transportar los pilotos de la Luftwaffe derribados de vuelta a líneas amigas.
Al finalizar la guerra, los Aliados, en especial Estados Unidos, vieron que las aeronaves de despegue y aterrizaje vertical podían ser útiles. Durante la guerra de Corea, Estados Unidos tuvo su primera prueba de combate con el helicóptero.
El uso del helicóptero en Corea (y en Indochina y el Norte de África por los franceses) estaba limitado en los años 1950 por la disponibilidad y capacidades de los helicópteros de la época. El uso más habitual era de evacuación médica. Sin embargo, la utilidad del helicóptero era obvia para los planificadores militares.
Un primer intento para utilizar la movilidad aérea en la guerra fue la Batalla de Dien Bien Phu. Los militares franceses creían que podían reabastecer indefinidamente la guarnición. Sin embargo, la tecnología aérea disponible, los medios como fueron aplicadas, el terreno y la geografía condujeron al fracaso.
El ejército francés ganó experiencia durante la guerra de Independencia de Argelia entre 1954 y 1962. Los franceses usaban helicópteros norteamericanos que fueron denominados Aeromobilité. Las primeras operaciones de asalto aéreo eran pequeñas, pero fueron creciendo rápidamente en tamaño y alcance hasta unidades de un batallón completo. Los helicópteros de ALAT, Aviation Legère Armée de Terre (Aviación Ligera del Ejército de Tierra), fueron empleados como puestos de mando, equipados con radios y transportaron tropas directamente a la batalla.

### Guerra de Vietnam
La necesidad de un nuevo tipo de unidad llegó a ser evidente para el Ejército de los Estados Unidos en 1964 con la visión de un nuevo tipo de guerra. El Ejército vio que la geografía variada de Vietnam hacía el movimiento de tropas muy difícil. Para evitar este problema, desarrollaron la idea de utilizar helicópteros para trasladar tropas hacia y fuera del campo de batalla, transportar los heridos y lanzar suministros.
Inicialmente se formó una unidad nueva experimental, la 11.ª División de Asalto Aéreo, combinando infantería ligera con el transporte en helicóptero y el apoyo aéreo integrados. Después de los entrenamientos y las pruebas, la unidad fue activada para servir en Vietnam con la designación de 1.ª División de Caballería Aérea, continuando la tradición de la 1.ª División de Caballería.
La primera unidad de la nueva división que entró en acción fue el 7.º Regimiento de Caballería, comandado por el teniente coronel Harold G. Moore, un antiguo paracaidista. Este regimiento era el mismo que Custer mandó en la Batalla de Little Bighorn. El 14 de noviembre de 1965, Moore dirigió a sus tropas al combate cerca del macizo de Chu Pong, junto a la frontera de Vietnam y Camboya, en la Batalla de Ia Drang.
Esta unidad dio el nombre actual del término Caballería Aérea. Las unidades de este tipo suelen referirse como Aeromóvil o con otros términos que describen la integración entre fuerzas de combate de tierra y aire en una sola unidad.